# 瘋狂假面
《瘋狂假面》（日语：究極!!変態仮面）為安藤慶周的日本英雄式搞笑漫画作品。在集英社《週刊少年Jump》上，從1992年42号連載到1993年46号。單行本全6卷，中文版漫畫由臺灣東立出版社代理發行過，東立官方網站於2009年8月9日宣布再版。
但2008年由集英社Jump Remix再版為全4卷、2009年8月由集英社發行Comic文庫版全5卷。另外Comic文庫版第5卷收錄後日談和有120頁內容的新作。

## 故事大綱
紅優高中拳法部的王牌、色丞狂介。因為作刑警的父親殉職、因此成為一個充滿正義感的好人、但他卻有個不能對別人說的秘密。當他把女性內褲套上臉時、就會因為繼承SM女王的母親的變態血統而發揮潛在能力，而變身成擁有超人能力的超變態英雄瘋狂假面。由於獲得喜歡的女孩・姬野愛子的內褲、讓他更能夠發揮自己的變態秘技、在今天他也要出來懲罰壞人。

### 瘋狂假面
當狂介套上內褲時會大叫出『嗚喔喔喔喔!!』同時除了裡面內穿的分叉式內褲和網襪外（覺醒以後就經常穿著）其他衣服都會加以脫掉、然後會將內褲的兩端拉長並且交叉到肩上而變身成一位奇異的英雄。關於上面的變身動作會叫出「心情真是Ecstasy!!」「Cloth out!」。也有穿著芭蕾服而變身成傘蜥蜴的狀態而登場。
會把分叉式內褲中位於股間的陰囊強調像是粽子或豆皮壽司、當犯人要將不知道為何掉在現場的壽司夾起來要吃掉時，他會說出「這是我的豆皮壽司」然後就這樣登場。
人類通常最多只能發揮自身潛能30%程度的力量。但是當瘋狂假面套上內褲時，會因為繼承自母親的變態血統而覺醒、而可以發揮出百分百的力量、也因為繼承自父親的正義血統而能夠不畏懼惡勢力並且加以面對它。自己的身体能力也相當高、因為來自母親的SM之血，而能夠使用掉在現場的繩子將犯人綁成龜甲形的綁法、另外也能使出蠟燭攻撃，等各種活用SM技巧的攻擊技（如果使用到母親的手套、其使用的技巧將會更高超）。基本的絕招，則是有把犯人的臉拉近到自己股間等精神打擊技、這時會一點一點地讓犯人恐懼、也多有一邊說出「Welcome」然後一邊將犯人拉到自己的股間的情形。同時這個「正義的」制裁相當無情、即使犯人再怎麼求情都還是被毫不寬容地加以執行。
但也因為有不怕精神打擊技的犯人，所以對於像是已經習慣男性的女性犯罪者、甚至是同性戀犯人等人，就無法期待變態技有什麼效力；但因為連載在少年雜誌上，而沒有這個例子。另外也有對於擁有超越瘋狂假面能力的巨大力量或是特殊技能（第一話的飛刀男）的攻擊會陷入苦戰的場合。
其力量發揮的大小會被內褲主人的外表・年齡所左右。另外如果是血親的內褲則無法讓狂介變成瘋狂假面。劇中，愛子、春夏的內褲似乎能讓瘋狂假面發揮出最大的力量。但是發揮的力量越大對於肉體的負擔就越大、所以也有不少次因為太過激烈而讓狂介的身體變成像木乃伊一樣瘦弱。還有他能複制別人的招式、也能發揮出像是將只出現一次的招式加以同步使用出來的能力（順便一提，內褲的効果會因為狂介自己的意志而左右他的行動，即使是沒人穿的內褲也能讓他加以變身；但反過來說即使是醜女、老婆婆或異裝癖的人的內褲也能讓他發揮力量，只是當他知道是誰穿時，會讓狂介大受打擊，其瘋狂假面的能力也會大幅下降）。另外也會因為動機的不同，而可以把變身前所受的外傷（像是扭傷、瘀傷）加以治癒。

## 登場人物

### 色丞家
色丞 狂介
本作主角，紅優高中一年級生，屬於拳法部。是個繼承父親的正義感的好青年。在化裝為銀行強盜的同伴而要逮捕犯人時、意外地套上了女性的內褲而成為正義英雄‧瘋狂假面。最初想到這件事時就感到困惑、之後為了正義而願意親自挺身而出、為了要忍耐住變身帶來的副作用而不斷獨自訓練、讓他的身体能力、以及變態奧義更上層樓。8年後，成為刑警、和來自中國的四季春夏結婚並且生有一個兒子。
色丞 魔喜
狂介之母，一家小酒館的老闆兼差SM女王的工作。老公是個刑警（已過世），而狂介會變成瘋狂假面的原因則是繼承雙親的血統所致。因為做生意，所以人脈相當廣、出門時常會碰到SM俱樂部的常客。在小說版第一集的加送頁中、能知道她舊姓為佐戶川（さどがわ）。
色丞 張男
狂介之父而且長的像、擔任刑警而且已過世。出現在狂介和魔喜回憶中。
在進入SM俱樂部搜索時，和當時擔任SM女王的魔喜相遇而一見鍾情並且因此結婚而生下狂介、但不幸的在狂介小学時殉職。
是個很有正義感的刑警、約會時常看的電影是『緊急追捕令』、也因為充滿正義感，所以不工作時也會拿著麥格農點四四左輪手槍而且會在出事時拿出來開槍。

### 姫野家
姬野 愛子
大財閥姬野集團董事長的獨生女，也是紅優高中拳法部的經理。對於狂介和瘋狂假面有好感。但因為是個被小心呵護的大小姐，所以常在看到瘋狂假面的變態技後承受不住而昏倒。雖然作為本作的女主角而且主角狂介也對他有好感、但在春夏登場後，出場機會就漸漸減少，而且結尾時女主角的位置還被奪走。8年後，為了成為姬野集團的總裁，而到法國留學學習帝王學、除了只在拳法部的同學會出場外，就沒再出現。
世羽
姬野家的老管家。體型嬌小而且戴著眼鏡。愛子都叫他「管家」。為了不讓愛子學壞而受到愛子父親的命令要管教好她、所以對於愛子的交友狀況等事情會相當囉嗦嚴厲。即使年紀大也還是會去看色情電影、因此從各種意義來看都依然是老當益壯。對狂介有敵意而會出來阻止他接近愛子、可說是相當忠於職務、也能夠看到他高興地參加和他同年紀的俱樂部活動而且還相當習慣、似乎私底下不是一個很難親近的人。8年後還活著。

### 四季家
四季 春夏
故事中盤轉學到紅優高中的中國女性而且也是位拳法高手。對於自己的實力相當有自信、但因為輸給狂介和瘋狂假面而擅自決定要和他們結婚、有一度傾心於瘋狂假面、但以後則認同自己是狂介的未婚妻、和天狗丸戰鬥時表現出她不認輸的一面、另外也有當狂介或瘋狂假面戰鬥時，對他們說出「加油」來激勵他們的一幕。最終奪去愛子的女主角寶座。8年後，也成為刑警並且和狂介結婚成為一個兒子的母親、但還是沒注意到狂介和瘋狂假面是同一人。
必殺技為四季流必殺奧義御色拳（しきりゅうひっさつおうぎ・おいろけん）、總共有將裙子掀開露出T字褲讓看到的敵人大感意外，而趁隙攻擊的「銷魂的T字褲」（のうさつてきティーバック）、假裝肚子痛讓對手前往關心然後趁機攻擊的「誘惑的肚子痛」（ゆうわくのふくつう））等活用「性感」來讓敵人產生空隙、趁機對敵人攻擊的卑鄙招式。因為本人將御色拳看作是「拳法」、所以在使用時不會感到特別害羞、但和狂介在日常生活中會因為表現出普通女孩子害羞的一面、而能看到她羞澀的表情。性格堅強，天真無邪且認真。雖然對於自己的感情相當率直、但反過來對於對方的感情狀態卻相當遲鈍、所以常造成狂介的困擾而且也沒注意到狂介對愛子的感情。另外做事也非常遲鈍、無論是料理或藝術方面都完全輸給弟弟。
人物原型則是來自的春麗。
四季 秋冬
中盤轉學到紅優高中的中國美少年和拳法高手。四季春夏的雙胞胎弟弟。是贏得中国武術家選手權Jr.第一名的高手、但在和拳法部主將一對一比賽而輸掉以來、就一直不擅於應付他（因為主將那令人害怕的奇怪表現而讓他無法發揮實力）。和狂介的關係相當好、似乎連格鬥技也很類似、在大賽時經常以狂介為練習對手。性格認真、安靜且溫柔、對於非法的行為會表現出其憤怒的一面、甚至在大賽中，因為對於對手的表現，感到「真是令武術家覺得丟臉」的關係，而使出讓狂介等人吃驚的飛踢攻擊、一撃就將對手擊倒。和姐姐不一樣的是手藝相當靈活、擅於料理、繪畫等技能。每集都會有像是春夏被誇獎擅於煮菜、但卻被秋冬踢爆其實是自己做的菜而被姐姐施以約定制裁的笑點。8年後，回到中国、繼續拳法和中國料理的修練。

### 紅優高中
早乙女
紅優高中拳法部主將。髮型像是蒙古人，外表也看起來也相當嚴厲，但實際上是個同性戀（看似翹起來的眉毛其實是眼睫毛）。當初實力在狂介之上、但後來被在成為瘋狂假面的狂介不斷特訓下，他的實力到了中盤已經超越了主將。
在秋冬入部就對他相當執著。8年後，在同性戀酒吧工作。假名為「賽拉」。順便一提，本作中直到格鬥大賽前，有被發現在看色情片的一幕、所以他是不是雙性戀就這樣成為謎題（也被認為是作者把設定給搞錯、但到了復刻版也是沒有修正）。
石田
紅優高中拳法部副將。是變態林立的拳法部中少數的正常人、因此每天對於早乙女的可怕作為都感到難過。8年後，成為旅行社的業務員。
山崎里美
紅優高中拳法部的經理之一。是澡堂「山之湯」的女兒、奶奶則是澡堂的老闆。性格爽朗、而且因為在澡堂幫忙，所以對於男人的裸體免疫。是愛子的好友，也是最能理解愛子的人、當有事時會盡力幫忙湊合狂介和愛子。
大金玉男
紅優高中空手道部的主將。相當有錢、連段位也是用買的、還賄賂了學校的訓導主任。將四季春夏・秋冬叫來日本的人也是他。因為其名字會讓人讀作「大金玉 男」（大睪丸男的意思），所以很討厭被這樣稱呼。想要廢掉拳法部、讓愛子成為自己的女友和經理、但陰謀失敗而且被瘋狂假面加以制裁後，而廢掉空手道部。

### 其他人
集英會
暴力團體。每次登場都在作壞事，也因此履次遭到瘋狂假面制裁。當初登場者有大哥的秀（ひで）、小弟的政（まさ）、之後還有集英会的老大、毒販Mr・King等人登場。
天狗丸
天狗流忍者末裔。住在拳法部集訓的深山中。把愛子當作｢女神｣而一見鍾情，不過卻遭到瘋狂假面擊敗。之後多次前去找拳法部報仇而失敗，最後將瘋狂假面當作師父般仰慕。
在文庫版第5集新創作的事件『究極!!瘋狂假面外伝 TENGUMAN』中、有描寫20歲的天狗丸成為「天狗人」與瘋狂假面一起與壞人戰鬥的內容。

## 出版書籍

### 單行本
| 卷數 | 日文標題 | 中文標題               | 集英社     | 集英社             | 東立出版社    | 東立出版社         |
| ---- | -------- | ---------------------- | ---------- | ------------------ | ------------- | ------------------ |
| 1    |          | 瘋狂假面 誕生！之卷    | 1993年5月  | ISBN 4-08-871366-4 | 1995年5月15日 | ISBN 957-34-2655-2 |
| 2    |          | 神秘的新入部員！之卷   | 1993年7月  | ISBN 4-08-871367-2 | 1995年6月20日 | ISBN 957-34-2656-0 |
| 3    |          | 究極的稲荷壽司！之卷   | 1993年9月  | ISBN 4-08-871368-0 | 1995年7月5日  | ISBN 957-34-2657-9 |
| 4    |          | 我是天狗丸！之卷       | 1993年11月 | ISBN 4-08-871369-9 | 1995年8月10日 | ISBN 957-34-2658-7 |
| 5    |          | 討厭！人家不來了！之卷 | 1994年1月  | ISBN 4-08-871370-2 | 1995年9月5日  | ISBN 957-34-2659-5 |
| 6    |          | 8年後的未來！之卷      | 1994年4月  | ISBN 4-08-871100-9 | 1996年1月15日 | ISBN 957-34-2660-9 |

### Jump Remix
| 冊數 | 集英社    | 集英社                 |
| 冊數 | 發售日期  | ISBN                   |
| ---- | --------- | ---------------------- |
| 1    | 2008年1月 | ISBN 978-4-08-109538-4 |
| 2    | 2008年2月 | ISBN 978-4-08-109546-9 |
| 3    | 2008年2月 | ISBN 978-4-08-109553-7 |
| 4    | 2008年3月 | ISBN 978-4-08-109561-2 |

2013年4月13日，為了紀念真人電影化而再版。全部4卷除了封面重繪，内容並沒有太大修改。
《瘋狂假面英雄歸來》
它與 2016 年的第二部真人電影一起出版。 書中包括了演員採訪、安藤慶周執筆的新的單次作品，以及以前沒有記錄在書中的衍生作品的再版。

### 文庫版
2009年到2010年之間、集英社漫画文庫開始刊行發售。
書名為「THE ABNORMAL SUPER HERO HENTAI KAMEN」使用英語當作標題。
第3卷、第4卷，將單行本未收錄作者的短篇作品也收錄其中。
| 冊數 | 集英社        | 集英社                 |
| 冊數 | 發售日期      | ISBN                   |
| ---- | ------------- | ---------------------- |
| 1    | 2009年8月18日 | ISBN 978-4-08-619016-9 |
| 2    | 2009年8月18日 | ISBN 978-4-08-619017-6 |
| 3    | 2009年9月18日 | ISBN 978-4-08-619018-3 |
| 4    | 2009年9月18日 | ISBN 978-4-08-619019-0 |
| 5    | 2010年2月18日 | ISBN 978-4-08-619037-4 |

### 衍生作品
雖然這些作品還沒有被編成書，但《回來的瘋狂假面》和《瘋狂假面 S》一起被收錄在2016年出版集英社原創的《瘋狂假面英雄歸來》中。
《回來的瘋狂假面》
小林尽翻畫的作品。
.
它發表在 2008 年 2 月號的《Jump Square》上，作為紀念第一期的第三個特輯。在狂介和愛子分開後的故事中，新角色「脇野新」代替愛子出現。
同時, 雜誌刊登了安藤慶周和小林尽cosplay變態面具的面具對話，並附有照片。本座談會的完整版包含在集英社 Jump Remix 中。
.
《瘋狂假面 S》
與電影上映一起在 2013 年 5 月號的“Jump Square”中發布的新單元作品。作者是安藤慶周。設定時序在《回來的瘋狂假面》中，它描繪了拳法部的新任經理相關的騷動。
.
《瘋狂假面 EX》
画楽.mag第2～5期連載的2014年特別版作品。作者是安藤慶周。
.
《瘋狂假面 0》
『画楽．mag』2015年第 7 期和第 8 期中作為前後篇分別發布的新單元作品。作者是安藤慶周。以狂介的父親色丞張男為主角，講述了以狂介出生之前的時代為背景的瘋狂假面起源的故事。
.
《瘋狂假面》
在 2016 年 6 月號的《Jump Square》上發布了一個新的單元作品，以配合第二部電影上映。原作（部分作畫）安藤慶周與さいとー栄的合作作品。來自外太空的神秘美少女誤以為狂介是內衣小偷，描繪了盯上狂介的經過。

## 真人版電影
參見：HK 瘋狂假面
導演由曾負責『勇者義彥和魔王之城』的福田雄一擔任。以原作粉絲出名的小栗旬則擔任本作的劇本協助。宣傳詞為「愛子希望你不要看到我戰鬥的模樣。」。
2012年11月，真人版電影『HK 瘋狂假面』預告片上映。
2013年2月真人版電影正式發表。2013年4月6日搶先在新宿バルト9戲院上映後，台灣首映會則是同年4月10日晚上8時30分在西門町樂聲戲院，同年5月3日在全台湾公開上映。發行商為T-JOY。在香港方面，該電影在同年7月20日播放優先場，然後於7月25日正式公開上映。發行商為驕陽電影（Sundream Motion Pictures Limited）

### 登場人物
| 演員       | 角色               | 介紹                                                   | 台灣配音 | 香港配音 |
| 鈴木亮平   | 色丞狂介／瘋狂假面 | 本作主角，屬於拳法部。，是個繼承父親的正義感的好青年。 | 蔣鐵城   |          |
| 清水富美加 | 姬野愛子           | 狂介班上的新轉學生。                                   | 石薇     |          |
| 片瀨那奈   | 色丞魔喜           | 張男在突擊SM風俗店時，所結識的SM女，後來兩人成為夫妻。 | 馮艾玫   | 王慧珠   |
| 室剛       | 大金玉男           | 鄰校的空手道主將，名字意為「大蛋蛋男子」。             | 馬伯強   |          |
| 安田顯     | 戶渡               | 狂介班上的代課老師，真實身分是「冒牌瘋狂假面」。       | 陳幼文   |          |
| 池田成志   | 色丞張男           | 狂介父親，原警視廳搜查一課之鬼，因犯人槍擊而殉職。     | 官志宏   |          |
| 佐藤二朗   | 認真假面           | 玉男的第一號刺客，以違反校規為由攻擊學生。             | 陳幼文   |          |
| 大東駿介   | 爽朗假面           | 玉男的第二號刺客，臉上掛著檸檬片的萬人迷。             | 張騰     |          |
| 平子祐希   | 男子漢假面         | 玉男的第三號刺客，相當有男子氣概，真面目為基佬假面。   | 官志宏   |          |
| 大水洋介   | 精瘦肌肉假面       | 玉男的第四號刺客，毫無肌肉可言，被瘋狂假面秒殺。       | 高銘孝   |          |
| 塚本高史   | 刑警               |                                                        | 陳幼文   |          |
| 岡田義德   | 想要自殺的男人     |                                                        | 陳幼文   |          |

### 工作團隊
- 導演・劇本 - 福田雄一
- 製作 - 間宮登良松、百武弘二、宮路敬久
- 製作人 - 川崎岳、小林智浩
- 總製作人 - 加藤和夫、村上比呂夫、鈴木仁行
- ラインプロデューサー - 原田耕治
- 企画 - 日達長夫
- 原作 - 安藤慶周『HENTAI KAMEN』（集英社文庫コミック版刊）
- 劇本協助 - 小栗旬
- CG導演 - 久保江陽介
- 攝影 - 工藤哲也
- 特殊造型 - 松井祐一
- 美術 - 松塚隆史
- 編輯 - 栗谷川純
- 動作指導 - 田渕景也
- 服裝指導 - 神波憲人
- 髮型 - 谷口小央里
- 照明 - 福長弘章
- 錄音 - 高島良太
- 助理導演 - 星秀樹
- 角色製作人 - 増田悟司
- 製作 - L'ESPACE
- 發行 - T-JOY
- 製作 - 瘋狂假面製作委員会（東映ビデオ、SHOWGATE、日本出版販売、L'ESPACE）

### 歌曲
- 主題曲 - 『Emotions』(MAN WITH A MISSION)
- 插入曲 - 『Blast』 ※也使用在預告片中
  - 作詞 - 柴田直人 / 作曲 - 清水昭男 / 編曲・歌・演奏 - ANTHEM

### 票房
全臺累計票房達到1300萬新台幣。

## 社會評價
- 因有超過少年漫畫尺度的過激描寫・會話、連載當時就受到教育委員會和父母的抗議，並且還收到大量的意見（考慮到這點，所以那些性犯罪者，像是第二話的連續強暴犯等以後就沒讓他們出現）。
- 堂本光一在『新堂本兄弟』中、在他所欣賞的漫畫作品之一中就有舉出這一本。
- 櫻塚やっくん在電視節目『エンタの神様』中，表示在他高中時的園遊會時有演過瘋狂假面。
- 小栗旬在電視節目『小栗旬的All Night Nippon』中表示很欣賞這部作品，而且買了單行本，在自己的廣播節目中的特集名稱也用到漫畫內的台詞。
- 當初預定出版漫畫文庫版全4巻、但因為受到好評而追加第五卷。
- 集英社Jump向來以調查至上主義結束作品連戴，但瘋狂假面的突然完結被很多讀者認為是集英社妥協教育委員會和家長團體的壓力才導致的結果。
- 該部也是少數沒有動畫化但依舊保有人氣的Jump作品之一。
- 爆漫王登場的漫畫家-平丸一也，其角色設定被認為是參考至該作作者-あんど慶周

## 外部連結
- 電影『HK 瘋狂假面』 - 官方網站
- 瘋狂假面（漫畫）在動畫新聞網百科全書中的資料（英文）
- 互联网电影数据库（IMDb）上《瘋狂假面》的资料（英文）
- 爛番茄上《瘋狂假面》的資料（英文）
- 豆瓣电影上《瘋狂假面》的資料 （简体中文）